# Људи без наде
Људи без наде (мађ. Szegénylegények) је мађарска филмска драма из 1966. године у режији Миклоша Јанча. Један је од најпознатијих филмова у Мађарској, а добио је и позитивне рецензије критичара широм света.
Данас га многи сматрају класиком светске кинематографије. Године 2015. изабран је да буде приказан у одељку филмских класика на Канском филмском фестивалу.

## Улоге
| Глумац            | Улога          |
| ----------------- | -------------- |
| Јанош Гербе       | Јанош Гајдар   |
| Золтан Латиновитш | Имре Вешелка   |
| Тибор Молнар      | Кабаи          |
| Габор Агарди      | Торма          |
| Андраш Козак      | поручник Кабаи |
| Бела Барси        | Фоглар         |
| Јанош Колтаи      | Бела Варју     |